# Isolde Hamm
Isolde Hamm (* 4. März 1939 in Leipzig; † 26. April 2006 ebenda) war eine deutsche Grafikerin und Malerin.

## Leben und Werk
Der Vater Isolde Hamms, Herbert Hönig (1906–1982), war Verlagsbuchhändler in Leipzig. Nach Abschluss der Grundschule machte Isolde Hamm von 1953 bis 1956 eine Lehre als Gebrauchswerberin. Von 1957 bis 1960 studierte sie bei Karl-Heinz Schäfer an der Fachschule für Werbung und Gestaltung Berlin-Oberschöneweide. Danach war sie bis 1969 erste Werbeleiterin der Leipziger Theater mit Oper, Operette, Schauspiel und dem „Theater der Jungen Welt“. Isolde Hamm gestaltete insbesondere die Theaterplakate und Programmhefte für eine bedeutende Anzahl von Inszenierungen und die Sichtwerbung der Theater in der Stadt. Von 1967 bis 1972 machte sie ein Typografie-Fernstudium bei Gert Wunderlich und Walter Schiller an der Hochschule für Grafik und Buchkunst Leipzig.
1968 heiratete sie den Dramaturgen, Stückeschreiber und Theaterwissenschaftler Christoph Hamm (1933–1986). Ab 1969 war sie Mitglied des Verbands Bildender Künstler der DDR und arbeitete in Leipzig als freischaffende Künstlerin, insbesondere als Gebrauchsgrafikerin, u. a. in der Gestaltung von Ausstellungen. Ab Mitte der 1970er Jahre widmete sie sich auch der freien Malerei und Grafik. Sie hatte eine bedeutende Anzahl von Einzelausstellungen und Ausstellungsbeteiligungen im In- und Ausland, u. a. 1977/1978 an der Kunstausstellung der DDR.
Nach der Wiedervereinigung Deutschlands erhielt sie kaum noch Aufträge und „brach die soziale Sicherheit der DDR-Ära abrupt ab.“ Zur Selbsthilfe gründete sie 1989 mit weiteren acht Leipziger Künstlerinnen die Produzentengalerie „Trespe“. 1991 gehörte sie zu den Neugründerinnen der Ortsgruppe Leipzig/Sachsen e.V. der GEDOK. Dort arbeitete sie dann bis 1998 als Projektleiterin, Gestalterin und Geschäftsführerin.
Ihren Nachlass vererbte Isolde Hamm der GEDOK mit der Verfügung, eine Stiftung zu gründen. Seit 2008 ist die GEDOK Trägerin der unselbständigen Isolde-Hamm-Stiftung. Anliegen der Stiftung ist die Förderung von Künstlerinnen, die wissenschaftliche Begleitung ihrer Projekte und Werke, die Organisation von Ausstellungen, die Herausgabe von Katalogen und Publikationen und die Vergabe des Isolde-Hamm-Preises für Kunst.

## Werke (Auswahl)
- Der Funktionär als Grabredner (Tafelbild, Öl, 1984; im Bestand der Kunsthalle der Sparkasse Leipzig)[2]
- Fortissimo (bespielbares Klangobjekt im Foyer der Hochschule für Musik und Theater „Felix Mendelssohn Bartholdy“ Leipzig; 1994; mit Erika Schäfter)
- Lessing, Ringparabel (Objekt, Aluminium und Stacheldraht; 1996; mit Erika Schäfter und Sigrid Schmidt)

### Plakatentwürfe (Auswahl)
- geh hin (Serie von Werbe-Plakaten der Leipziger Bühnen; 1960)[3]
- Theater von heute (Werbeplakat der Städtische Theater Leipzig anlässlich der „Tage sozialistischer Dramatik“; 1962)[3]
- Ljubow Jarowaja (Veranstaltungsplakats für das Schauspiel von Konstantin Trenjow im Schauspielhauses Leipzig; 1962)[3]

## Einzelausstellungen (Auswahl)
- 2009 Leipzig, Galerie Süd (Bilder und Objekte)